# Праксифея (жена Эрехтея)
Праксифея (Пракститея, жена Эрехтея, др.-греч. Πραξιθέα) — персонаж древнегреческой мифологии. Дочь Фрасима и Диогенеи, дочери Кефиса. Жена афинского царя Эрехтея. Их дети: сыновья Кекропс, Пандор и Метион, дочери Прокрида, Креуса, Хтония, Орифия (а также, по некоторым данным, Протогония и Пандора).
Пожертвовала дочерьми ради победы афинян в войне с Элевсином (существует несколько версий мифа).